# Semper
Semper er et svensk firma, der hovedsagelig laver babymad som grød. Virksomheden omsætter for ca. 900 mio. SEK og har ca. 200 ansatte. Eksporten udgør ca. 25 procent af omsætningen.
Semper ejes af Hero Group, der er en international fødevarekoncern med hovedsæde i Schweiz, som købte Semper AB af Triton i januar 2006.
Semper har siden 2007 haft produktionsanlæg i Götene og siden 2010 bageri i Falun. I Norge findes datterselskabet Semper AS med varemærket SMåFOLK, i Finland Semper Oy og i Danmark har Semper et salgs- og marketingskontor; Semper Danmark.

## Historie
Semper blev grundlagt som Svensk Mejeri i 1939 af Axel Wenner-Gren, der benyttede Ninni Kronbergs metode til at tørre mælk på. 
I 1950'erne bliver vælling introduceret, og selskabet fremstiller det første industriproducerede modermælkserstatning BabySemp. Semper bliver etableret som med base i forskning.
I 1997 bliver Svenske Semper Foods bliver dannet i forbindelse med forskellige fusioner.
I juli 2005 underskrev Semper en hensigtserklæring med det norske mejeriselskab Tine om et joint-venture omhandlende babymad. Sempers ejerandel udgør 49 % med en option til at erhverve den resterende del. Der har også været en aftale med Cerealia Foods om salg af foodservice operationer, herunder produktionasanlægget i Laholmsbugten.
I 2007 opretter Semper et nyt datterselskab i Finland.
I januar 2010 blev de første børnemadsprodukter lanceret under Sempers eget mærke i Danmark. I 2012 afhænde Beauvais sit børnemadssortiment til Semper.

## Produktion
I 2014 producerede Semper 7.000 tons babymad (pulverprodukter), 4.000 tons glutenfri produkter og 5.000 tons industriprodukter.
Sempers grødproduktion aftager hvert år 25 mio. kg frisk mælk fra Arla Foods i Sverige, som ligger i samme område i Västergötland, hvor Semper har samlet sin produktion af pulverprodukter til modermælkserstatning, grød og glutenfrie blandinger.
Sempers fokus på glutenfri produkter: I den svenske by Falun ligger Sempers bageri, der leverer glutenfri produkter. Semper købte fabrikken i 2010 af Korsnes Brød, som er en familievirksomhed, der havde bagt tvebakker igennem fire generationer.